# Czerńczyce (gmina)
Czerńczyce (alt. Czerniowce) – dawna gmina wiejska istniejąca w latach 1945–1946 w woj. wrocławskim (dzisiejsze woj. dolnośląskie). Siedzibą władz gminy były Czerńczyce (Czerniowce).
Gmina Czerniowce powstała po II wojnie światowej na terenie tzw. Ziem Odzyskanych (tzw. II okręg administracyjny – Dolny Śląsk). 28 czerwca 1946 gmina – jako jednostka administracyjna powiatu ząbkowickiego – weszła w skład nowo utworzonego woj. wrocławskiego.
Według stanu z 28 czerwca 1946 gmina liczyła 4478 mieszkańców. Gminę zniesiono krótko po tym, włączając ją do gminy Henryków.